# Episodi di Dominion (seconda stagione)
La seconda e ultima stagione della serie televisiva Dominion, composta da 13 episodi, è stata trasmessa negli Stati Uniti dal 9 luglio 2015 su Syfy. 
In Italia è andata in onda dal 4 luglio al 9 agosto 2016 su Rai 4.. Gli episodi 2 e 3 sono andati erroneamente in onda prima dell'episodio 1, che è stato trasmesso il 6 luglio.
| nº | Titolo originale      | Titolo italiano | Prima TV USA      | Prima TV Italia |
| -- | --------------------- | --------------- | ----------------- | --------------- |
| 1  | Heirs of Salvation    | -               | 9 luglio 2015     | 6 luglio 2016   |
| 2  | Mouth of the Damned   | -               | 16 luglio 2015    | 4 luglio 2016   |
| 3  | The Narrow Gate       | -               | 23 luglio 2015    | 4 luglio 2016   |
| 4  | A Bitter Truth        | -               | 30 luglio 2015    | 11 luglio 2016  |
| 5  | Son of the Fallen     | -               | 6 agosto 2015     | 11 luglio 2016  |
| 6  | Reap the Whirlwind    | -               | 13 agosto 2015    | 18 luglio 2016  |
| 7  | Lay Thee Before Kings | -               | 20 agosto 2015    | 18 luglio 2016  |
| 8  | The Longest Mile Home | -               | 27 agosto 2015    | 25 luglio 2016  |
| 9  | The Seed of Evil      | -               | 3 settembre 2015  | 25 luglio 2016  |
| 10 | House of Sacrifice    | -               | 10 settembre 2015 | 2 agosto 2016   |
| 11 | Bewilderment of Heart | -               | 17 settembre 2015 | 2 agosto 2016   |
| 12 | Day of Wrath          | -               | 24 settembre 2015 | 9 agosto 2016   |
| 13 | Sine Deo Nihil        | -               | 1º ottobre 2015   | 9 agosto 2016   |